# Richard Mentor Johnson
Richard Mentor Johnson (17 tháng 11,1780[a] – 19 tháng 10 năm 1850) là  Phó tổng thống thứ 9 của Hoa Kỳ từ 1837 đến năm 1841. Ông là phó tổng thống duy nhất từng được Thượng viện Hoa Kỳ bầu theo các điều khoản của Tu chính án mười hai Hiến pháp Hoa Kỳ. Johnson cũng đại diện cho Kentucky tại Hạ viện và Thượng viện Hoa Kỳ; ông bắt đầu và kết thúc sự nghiệp chính trị của mình tại Hạ viện Kentucky.

## Tiểu sử
Richard Mentor Johnson sinh ngày 17 tháng 10 năm 1780, là người con thứ năm trong gia đình 11 người con của ông bà Robert và Jemima (Suggett) Johnson, và là con trai thứ hai trong tám người con trai. Cha mẹ ông đã kết hôn vào năm 1770. Robert Johnson đã mua đất ở khu vực nay là Kentucky, nhưng sau đó là một phần của Virginia, từ Patrick Henry và từ James Madison. Trong khi Jemima Johnson "xuất thân từ một gia đình giàu có và có quan hệ chính trị." Richard được sinh ra trong khu định cư "Beargrass", nay là một phần của Louisville, Kentucky.